# Hermann J. Kassel
Hermann J Kassel (* 25. Dezember 1960 in Oberhausen) ist ein deutscher Bildhauer und Objektkünstler. Er lebt und arbeitet in Gladbeck im Ruhrgebiet.

## Leben
Hermann J Kassel absolvierte von 1986 bis 1990 ein Studium der Bildhauerei an der Kunstakademie Düsseldorf und an der Folkwangschule Essen. Ab 1990 hatte er längere Arbeitsaufenthalte in Namibia (Südafrika) und New York (USA).
Einzelausstellungen und Ausstellungsbeteiligungen, temporäre und permanente Innen- und Außeninstallationen, in Galerien, Museen, auf öffentlichen Plätzen, in staatlichen wie kirchlichen Einrichtungen gestaltete er in Belgien, Deutschland, Japan, Niederlande, Polen, Tschechien, Südafrika und den USA.
Seit 2016 beschäftigt sich Kassel in dem auf Dauer angelegtem und dabei sich veränderndem und erweiterndem Ausstellungsprojekt „#deineWürde“ mit der Thematik der Würde des Menschen und deren Verletzlichkeit durch den Menschen mit den Mitteln der Bildenden Kunst.
2019 startete Kassel das interaktive Ausstellungsprojekt „#ZeroWasteArt“ in Köln, das im Laufe von zwei Jahren bundesweit durch 20 Städte wandert.

## Über seine Kunst
Hermann J Kassel lässt sich nur schwer einordnen. Zentrale Themen in seiner künstlerischen Arbeit, den Skulpturen, Objekten und Installationen sind Bewegung, Veränderungs- und Transformationsprozesse sowie die Erforschung der Grenzen oder der Trennschicht, also dem, was das Dazwischen ist und seiner Diffusion.
- Werkgruppe Pneumate

Luft, Luftdruck und Atmung sind Bestandteile der Pneumate. Kassels Installationen und Wandarbeiten bestehen aus Stahl, Gummi und Luft und werden mittels Stahlblasebalgen aufgepumpt, die wiederum durch den Betrachter aktiviert werden. Je nach Größe der Installation fällt auch der körperliche Einsatz aus, um die Bewegung des Sich Aufblähens und des Sich Zurückziehens sichtbar zu machen. Durch das Pumpen von Luft entsteht Raum und vergeht wieder. Der Betrachter wird zum Benutzer und Erzeuger eines raumbildnerischen Ereignisses.
- Werkgruppe Polymobile

Kassels Polymobile sind bei äußerer Betrachtung stark reduzierte, grazile Metallfiguren. Im Ruhezustand strahlen sie eine statuarische Ruhe aus, die zunächst nichts von ihrer oszillierenden Bewegtheit verraten. Wie auch bei seinen Pneumaten ist der Betrachter gefordert und kann einen Prozess von Aktion, Bewegung und Klang auslösen. Das Erscheinungsbild der Skulpturen steht in Abhängigkeit von dem Impuls, den sie durch ihren Betrachter/Beweger erfahren.
- Erd-Arbeiten

Wesentliches Grundelement dieser Arbeiten ist die Erde. Kassel schafft geschlossene Raumsysteme, in denen Waldboden und zum Teil bemalte Leinwände in Stahl-Glas-Rahmen eingeschlossen werden. Ein Prozess der Veränderung und Zersetzung beginnt. Von dem Moment des Verschließens entzieht sich das Kunstwerk der Kontrolle und Einflussnahme des Künstlers. Es wird zu einem veränderlichen Naturbild, das keiner bestimmten Entwicklungsdauer unterliegt.
- Baum-Arbeiten

1997 entstanden Kassels erste „Baum – Dome“. Die Grundlage seiner Arbeit waren zu fällende Pappeln, die auf 2,50 m Höhe abgesägt, aber noch mit Wurzelwerk und Erdboden verbunden waren. Hieraus ließ Kassel domartig emporstrebende Architektur – in der für ihn typischen Verbindung von Kunst und Natur – entstehen. Wie ein Strahlenkranz an den Stamm geschmiegt ragen bis zu sieben Meter hohe Moniereisen in die Luft, die frei schwingend Töne erzeugen. Die Intensität des Klangs wird beeinflusst durch die Luftzirkulation und Stärke des Windes.
- „take part in art“©

Im Rahmen seines 2001 entwickelten Interventionsformates „take part in art“© arbeitet Kassel mit Unternehmen und Institutionen auf Führungsebene an Themen der Kreativität, der Wertschätzung und -schöpfung sowie dem Bewusstsein für eigenverantwortliches Denken und Handeln.
Seit 2012 behandelt er diese Themen auch als Dozent am Rheinischen FührungsColleg Düsseldorf.

## Arbeiten in privaten und öffentlichen Sammlungen
- Kinetische Sammlung, Städt. Museum, Gelsenkirchen
- RWE/ELE, Gelsenkirchen
- Hypo Vereinsbank Düsseldorf
- Sammlung Halswick, Köln/Irland
- Sammlung Weiser, Bochum
- Obertshausen, Kreis Offenbach
- Evang. Melanchthon Gemeinde, Bochum
- Kath. St. Evergislus Gemeinde, Bonn
- Deutsche Telekom, Köln
- Deutsche Telekom, Bonn
- Anwaltskanzlei Hasche Sigle, Köln
- GETRAG Ford Transmissions, Köln
- St. Erpho Kirchengemeinde Münster
- Stadt Dorsten, Ph Ludwigsburg
- Sammlung Hiltrud Neumann